# Призраки белых ночей
«Призраки белых ночей» — советский кинофильм 1991 года.
Фильм был снят за 3 часа с 4 до 7 утра в середине июля 1991 года 
Поэтическая фантазия, хореографическая импровизация молодых авангардных художников Ленинграда на улицах ночного города в короткий период белых ночей.

## В ролях
- Владимир Рыбаков
- Наталья Суркова
- Константин Арефьев
- Дмитрий Меглицкий (группа «El.Coyotes»)
- Александр Яцуренко (группа «Карлики Любви»)

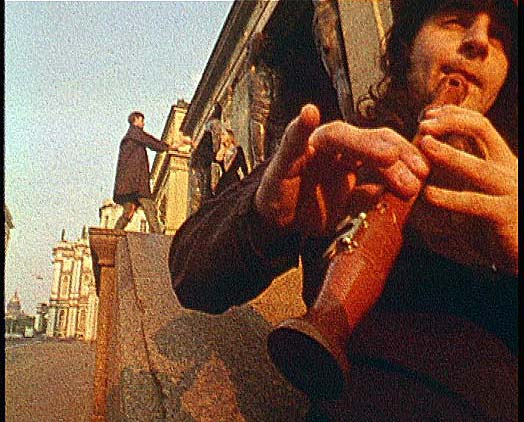
Кадр из фильма "Призраки белых ночей" Дмитрий Меглицкий на переднем плане
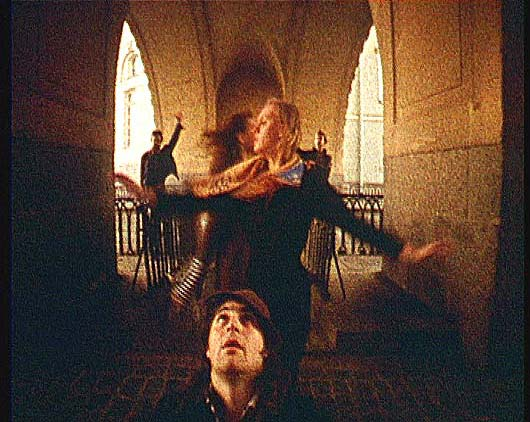
Кадр из фильма "Призраки белых ночей"
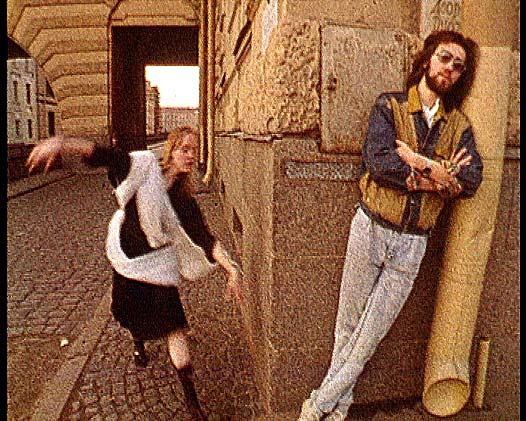
Владимир Рыбаков и Наталья Суркова. Кадр из фильма "Призраки белых ночей"
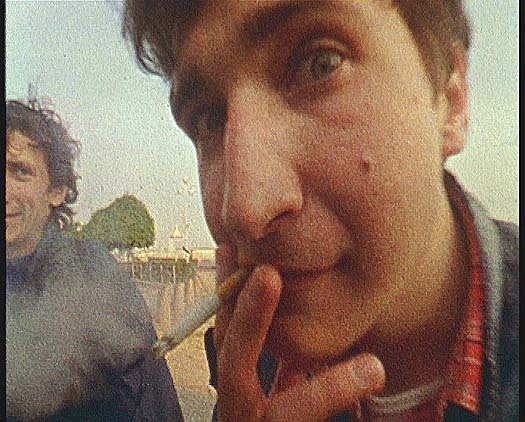
Дмитрий Фролов на съёмках фильма
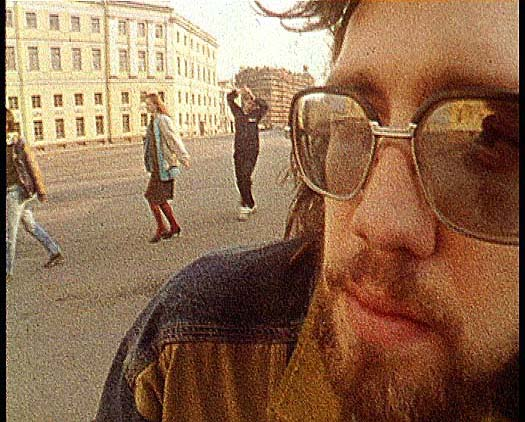
Владимир Рыбаков в фильме "Призраки белых ночей"(1991)

## Фестивали
- 9-й Российский Кинофестиваль «Литература и кино», Гатчина, февраль-март 2003;[2]
- 6-й Международный фестиваль независимого кино «Чистые грёзы-VI», С-Петербург, ноябрь, 2003;
- 2-й Международный Фестиваль Музыкальных Фильмов (MOFFOM), Прага, Чехия, октябрь 2005;
- 8-й Фестиваль Параллельного Кино «СИНЕФАНТОМ», Москва, ноябрь 2005;
- 5-й Международный Фестиваль Тенденциозного Искусства «АРТКОНЦЕПТ», С-Петербург, июнь 2008.[3]

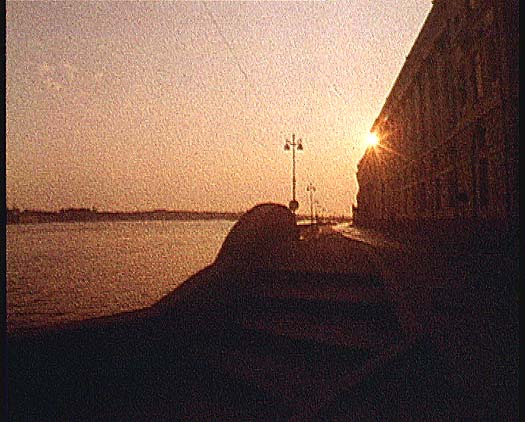
кадр из фильма «Призраки белых ночей»